# Kenyan Christian Queer
Kenyan Christian Queer es una película documental de 2020, dirigida por Aiwan Obinyan.

## Sinopsis
El cortometraje documental retrata la historia de un grupo de personas en Nairobi, que pertenecen a la comunidad Cosmopolitan Affirming Church (CAC), la primera iglesia LGTBI formada por un grupo de jóvenes cristianos queer, que muestra que el cristianismo y el colectivo LGBT+ son compatibles.

## Producción
El cortometraje de 20 minutos fue producido y dirigido por Aiwan Obinyan, un artista británico-nigeriano experimentado en el mundo musical y la industria cinematográfica. Además, el neerlandés y profesor de la Universidad de Leeds Adriaan van Klinken fue el producto ejecutivo, y autor del libro Kenyan, Christian, Queer. Religion, LGBT Activism, and Arts of Resistance in Africa, investigación publicada en 2019 que sirvió de base para la película. Además, contó con la participación del pastor David Ochar de la CAC como asesor.
La película recibió el apoyo económico del premio Impact Acceleration Account de la Economic and Social Science Research Council.